# Árbol de probabilidad
Un árbol de probabilidad o diagrama de árbol es una herramienta que se utiliza para saber qué tanto puedes y si en realidad en el cálculo de muchas opciones se requiere conocer el número de objetos que forman parte del espacio manifestado, estos se pueden determinar con la construcción o representación de un diagrama de árbol.
El diagrama de árbol es una representación gráfica de los posibles resultados del experimento, el cual consta de una serie de pasos, donde cada uno de estos tiene un número infinito de maneras de ser llevado a cabo. Se utiliza en los problemas de conteo y probabilidad.
Para la construcción de un diagrama en árbol se partirá poniendo una rama para cada una de las posibilidades, acompañada de su probabilidad. Cada una de estas ramas se conoce como rama de primera generación.
En el final de cada rama de primera generación se constituye, un nudo del cual parten nuevas ramas conocidas como ramas de segunda generación, según las posibilidades del siguiente paso, salvo si el nudo representa un posible final del experimento (nudo final).
Hay que tener en cuenta que la construcción de un árbol no depende de tener el mismo número de ramas de segunda generación que salen de cada rama de primera generación y  que la suma de probabilidades de las ramas de cada nudo ha de dar 1.
Existe un principio sencillo de los diagramas de árbol que hace que éstos sean mucho más útiles para los cálculos rápidos de probabilidad: multiplicamos las probabilidades si se trata de ramas adyacentes (contiguas), el ejemplo de alumna de la primera facultad, o bien las sumamos si se trata de ramas separadas que emergen de un mismo punto, el ejemplo de encontrar un alumno.
Ejemplos
Una universidad está formada por tres facultades:
- La 1ª con el 50% de estudiantes.
- La 2ª con el 25% de estudiantes.
- La 3ª con el 25% de estudiantes.

Las mujeres están repartidas uniformemente, siendo un 60% del total en cada facultad.
¿Probabilidad de encontrar una alumna de la primera facultad?
{\displaystyle P(alumna\ de\ la\ 1^{a}\ facultad)=0,5\cdot 0,6=0,3}
¿Probabilidad de encontrar un alumno varón?
{\displaystyle P(alumno\ var{\acute {o}}n)=0,5\cdot 0,4+0,25\cdot 0,4+0,25\cdot 0,4=0,4}
Pero también podría ser lo contrario.

## Relación con probabilidad condicionada
Esta herramienta está fundamentada en el cálculo de probabilidades condicionadas.
- Por ejemplo: podemos identificar el 0,6 que encontramos en la rama que va de 1ª facultad a mujer como la siguiente probabilidad condicionada:

{\displaystyle P(mujer\mid 1^{a}\ facultad)=0.6}
- También esta herramienta se relaciona con algunos teoremas de la probabilidad condicionada

Dado que las tres facultades forman una partición del espacio muestral podemos indicar como:
{\displaystyle \scriptstyle P(alumno\ var{\acute {o}}n)=P(var{\acute {o}}n\mid 1^{a}\ facultad)\cdot P(1^{a}\ facultad)+P(var{\acute {o}}n\mid 2^{a}\ facultad)\cdot P(2^{a}\ facultad)+P(var{\acute {o}}n\mid 3^{a}\ facultad)\cdot P(3^{a}\ facultad)}
{\displaystyle P(alumno\ var{\acute {o}}n)=0.5\cdot 0.4+0.25\cdot 0.4+0.25\cdot 0.4=0.4}
- Datos: Q7837579
- Multimedia: Probability trees / Q7837579